# Ministerstwo Skarbu Państwa

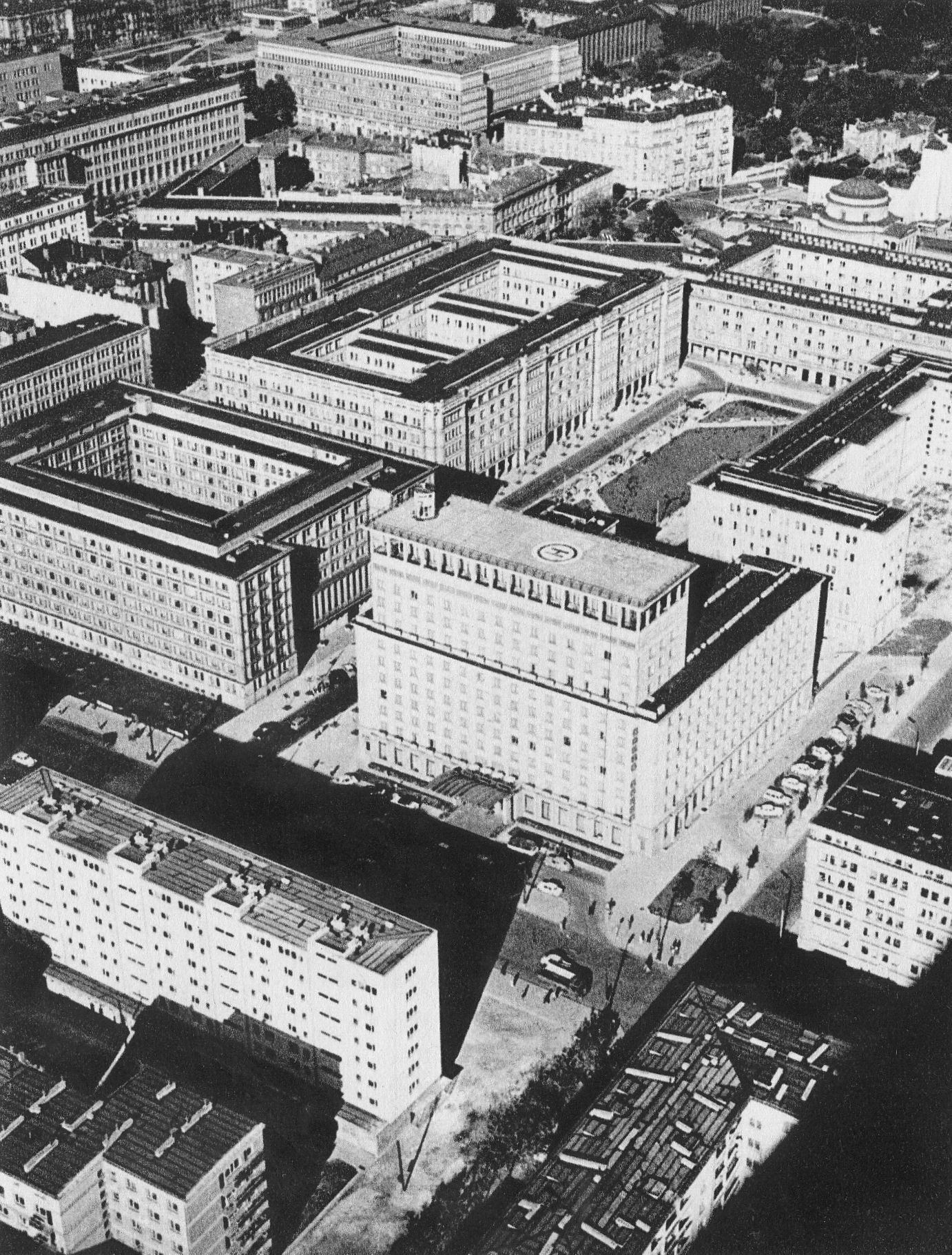
Tzw. dzielnica ministerstw w Warszawie w latach 60., po lewej widoczny budynek późniejszego Ministerstwa Skarbu Państwa oraz Państwowej Agencji Atomistyki

Ministerstwo Skarbu Państwa (MSP) – polskie ministerstwo istniejące w latach 1990–2017, początkowo jako Ministerstwo Przekształceń Własnościowych zajmujące się procesami prywatyzacji przedsiębiorstw państwowych i spółek Skarbu Państwa, po rozszerzeniu kompetencji w 1996 kontynuowało pracę pod zmienioną nazwą. Zakończyło działalność 31 grudnia 2016.
Nazwy i uprawnień MSP nie należy mylić z istniejącym w latach 1807–1831 Ministerstwem Przychodów i Skarbu ani z Ministerstwem Skarbu z lat 1918–1950 (były one odpowiednikiem kompetencyjnym działającego od 1950 Ministerstwa Finansów).
Siedziba Ministerstwa Skarbu Państwa znajdowała się w gmachu położonym pomiędzy ulicami Żurawią, Kruczą i Wspólną w Warszawie, w obrębie tzw. dzielnicy ministerstw, pod podwójnym adresem ul. Krucza 36/ul. Wspólna 6.

## Struktura organizacyjna

### Komórki samodzielne
- Gabinet Polityczny Ministra,
- Rzecznik Prasowy Ministerstwa Skarbu Państwa.

### Departamenty
- Departamenty Nadzoru Właścicielskiego,
- Departament Spółek Strategicznych,
- Departament Zarządzania Strategicznego i Rozwoju,
- Departament Mienia Skarbu Państwa,
- Departament Przekształceń Własnościowych,
- Departament Restrukturyzacji i Pomocy Publicznej,
- Departament Budżetu i Finansów,
- Departament Prawno-Procesowy,
- Departament Prawny,
- Departament Rynków Kapitałowych.

### Biura
- Biuro Kadr,
- Biuro Dyrektora Generalnego,
- Biuro Komunikacji Społecznej,
- Biuro Ministra,
- Biuro Audytu i Kontroli.

### Delegatury

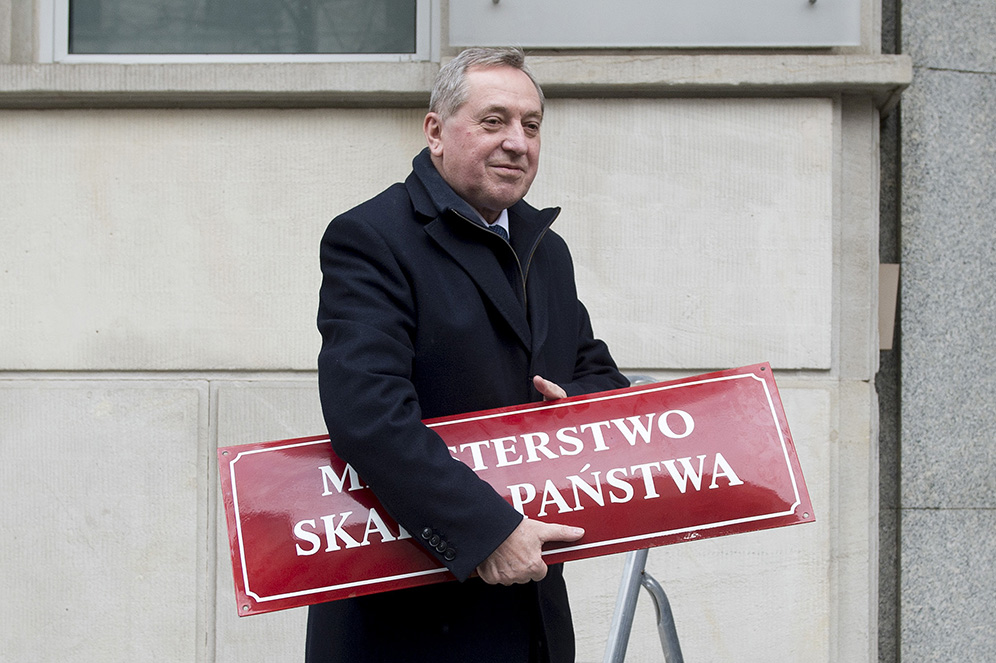
Henryk Kowalczyk symbolicznie likwiduje ministerstwo, 3 stycznia 2017

Do 30 kwietnia 2012 oprócz centrali resortu funkcjonowało 13 delegatur terenowych Ministra Skarbu Państwa zlokalizowanych w większości miast wojewódzkich:
1. Delegatura w Białymstoku dla województwa podlaskiego.
2. Delegatura w Ciechanowie dla województwa mazowieckiego.
3. Delegatura w Gdańsku dla województw pomorskiego i warmińsko-mazurskiego.
4. Delegatura w Katowicach dla województwa śląskiego.
5. Delegatura w Kielcach dla województwa świętokrzyskiego.
6. Delegatura w Krakowie dla województwa małopolskiego.
7. Delegatura w Lublinie dla województwa lubelskiego.
8. Delegatura w Łodzi dla województwa łódzkiego.
9. Delegatura w Poznaniu dla województw wielkopolskiego i lubuskiego.
10. Delegatura w Rzeszowie dla województwa podkarpackiego.
11. Delegatura w Szczecinie dla województwa zachodniopomorskiego.
12. Delegatura w Toruniu dla województw kujawsko-pomorskiego.
13. Delegatura we Wrocławiu dla województw dolnośląskiego i opolskiego.

Na podstawie ustawy z dnia 16 marca 2012 o likwidacji delegatur terenowych ministra właściwego do spraw Skarbu Państwa, delegatury terenowe MSP przestały istnieć.

## Zadania
Do kompetencji Ministerstwa Skarbu Państwa należało:
- wykonywanie uprawnień wynikających z praw majątkowych Skarbu Państwa,
- przygotowywanie:
  - założeń polityki ochrony interesów skarbu państwa oraz gospodarowania mieniem skarbu państwa,
  - projektów prywatyzacji oraz programów prywatyzacji majątku państwowego,
  - projektów ustaw i rozporządzeń dotyczących Skarbu Państwa,
  - gospodarowania mieniem państwowym oraz prywatyzacji,
  - corocznych sprawozdań z realizacji prywatyzacji,
- prowadzenie:
  - ewidencji państwowych jednostek administracyjnych,
  - ewidencji majątku państwowego pozostałego po zlikwidowanych przedsiębiorstwach państwowych,
  - ewidencji akcji i udziałów, z których uprawnienia wykonuje Minister Skarbu Państwa,
- sprawowanie kontroli wykonywania przez organy administracji publicznej zadań w zakresie przekształceń własnościowych,
- powoływanie i odwoływanie członków organów państwowych osób prawnych,
- wyrażanie zgody na dysponowanie przez państwowe osoby prawne składnikami majątkowymi o wartości przekraczającej 50.000 euro.

## Historia
Resort uruchomiony został 13 lipca 1990 ustawą o utworzeniu urzędu Ministra Przekształceń Własnościowych. Do zakresu działania ministra zaliczono wówczas m.in. realizację zadań związanych z prywatyzacją przedsiębiorstw państwowych oraz współpracę z organami i organizacjami w zakresie tworzenia i rozwoju przedsiębiorstw prywatnych. Powstanie ministerstwa było kontynuacją działań rozpoczętych w październiku 1989, kiedy powołano na stanowisko pełnomocnika rządu ds. przekształceń własnościowych Krzysztofa Lisa.
W wyniku tzw. reformy centrum, 30 września 1996 Ministerstwo Przekształceń Własnościowych zakończyło działalność, a dzień później w jego miejsce powołano Ministerstwo Skarbu Państwa, które zachowało kompetencje MPW, a także przejęło dodatkowe zadania i kompetencje innych ministerstw, urzędów centralnych i państwowych jednostek organizacyjnych w zakresie wykonywania praw z akcji i udziałów należących do Skarbu Państwa. Nowy resort określił się jako bezpośrednia kontynuacja ministerstwa przekształceń.
We wrześniu 2016, po odwołaniu ze stanowiska ministra Dawida Jackiewicza przystąpiono do likwidacji resortu. Do końca roku ministerstwem kierował członek Rady Ministrów Henryk Kowalczyk. MSP zakończyło działalność 31 grudnia 2016. Nazajutrz, 1 stycznia 2017 ministerstwo postawiono w stan likwidacji (pod oficjalnym szyldem Ministerstwo Skarbu Państwa w likwidacji). Weszły też w życie w tym samym dniu rozpoczynające proces likwidacyjny ustawy z dnia 16 grudnia 2016 r. o zasadach zarządzania mieniem państwowym i ustawy – przepisów wprowadzających ustawę. Od 5 stycznia za postępowanie likwidacyjne odpowiedzialna była Anna Mańk. Proces ten zakończył się 31 marca 2017. 
15 listopada 2019 roku zostało utworzone Ministerstwo Aktywów Państwowych, które zgodnie z uchwaloną przez Sejm 23 stycznia 2020 roku nowelizacją ustawy o działach administracji rządowej jest kompetencyjnym odpowiednikiem zlikwidowanego w 2017 roku Ministerstwa Skarbu Państwa.